# 伊朗科技大學

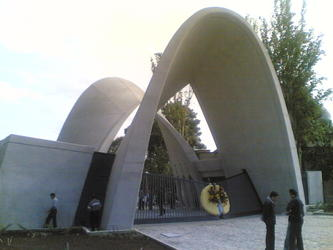
伊朗科技大學校門

伊朗科技大學（波斯語：‎）是一所伊朗研究型理工科大學，於1929年以政府技術學院之名成立。

該校是中東唯一一所擁有鐵路工程、過程工程學院的大學，也是全伊朗唯一擁有自动化工程學系的大學。該校在伊朗核武發展方面擁有重要位置。

## 外部連結
- IUST官方網站（页面存档备份，存于）